# Episodi di Degrassi: The Next Generation (nona stagione)
In Canada gli episodi finali dal 20 al 23 della nona stagione sono stati trasmessi in un film finale intitolato The Rest of My Life: Degrassi Takes Manhattan. In Canada gli episodi dal 3 al 6 non sono stati trasmessi in ordine.
In Italia la serie è trasmessa da MTV dal 24 gennaio 2012 all'8 febbraio 2012.
| nº | Titolo originale            | Titolo italiano                          | Prima TV Canada  | Prima TV Italia  |
| -- | --------------------------- | ---------------------------------------- | ---------------- | ---------------- |
| 1  | Just Can't Get Enough (1)   | Just Can't Get Enough (prima parte)      | 4 ottobre 2009   | 24 gennaio 2012  |
| 2  | Just Can't Get Enough (2)   | Just Can't Get Enough (seconda parte)    | 4 ottobre 2009   | 24 gennaio 2012  |
| 3  | Shoot to Thrill             | Shoot to Thrill                          | 18 ottobre 2009  | 25 gennaio 2012  |
| 4  | Close to Me                 | Close to Me                              | 11 ottobre 2009  | 25 gennaio 2012  |
| 5  | You Be Illin                | You Be Illin                             | 18 ottobre 2009  | 26 gennaio 2012  |
| 6  | Wanna Be Startin' Something | Wanna Be Startin' Something              | 11 ottobre 2009  | 26 gennaio 2012  |
| 7  | Beat It (1)                 | Beat It (Prima Parte)                    | 1º novembre 2009 | 27 gennaio 2012  |
| 8  | Beat It (2)                 | Beat It (Seconda Parte)                  | 1º novembre 2009 | 27 gennaio 2012  |
| 9  | Waiting for a Girl Like You | Waiting for a Girl Like You              | 8 novembre 2009  | 30 gennaio 2012  |
| 10 | Somebody                    | Somebody                                 | 8 novembre 2009  | 30 gennaio 2012  |
| 11 | Heart Like Mine (1)         | Heart Like Mine (prima parte)            | 15 novembre 2009 | 31 gennaio 2012  |
| 12 | Heart Like Mine (2)         | Heart Like Mine (seconda parte)          | 15 novembre 2009 | 31 gennaio 2012  |
| 13 | Holiday Road                | Holiday Road                             | 22 novembre 2009 | 1º febbraio 2012 |
| 14 | Start Me Up                 | Start Me Up                              | 22 novembre 2009 | 1º febbraio 2012 |
| 15 | Why Can't This Be Love? (1) | Why Can't This Be Love? (prima parte)    | 10 maggio 2010   | 2 febbraio 2012  |
| 16 | Why Can't This Be Love? (2) | Why Can't This Be Love? (seconda parte)  | 17 maggio 2010   | 2 febbraio 2012  |
| 17 | Innocent When You Dream     | Innocent When You Dream                  | 24 maggio 2010   | 3 febbraio 2012  |
| 18 | In Your Eyes                | In Your Eyes                             | 31 maggio 2010   | 3 febbraio 2012  |
| 19 | Keep on Loving You          | Keep on Loving You                       | 7 giugno 2010    | 6 febbraio 2012  |
| 20 | The Rest of My Life (1)     | Degrassi Takes Manhattan (prima parte)   | 16 luglio 2010   | 6 febbraio 2012  |
| 21 | The Rest of My Life (2)     | Degrassi Takes Manhattan (seconda parte) | 16 luglio 2010   | 7 febbraio 2012  |
| 22 | The Rest of My Life (3)     | Degrassi Takes Manhattan (terza parte)   | 16 luglio 2010   | 7 febbraio 2012  |
| 23 | The Rest of My Life (4)     | Degrassi Takes Manhattan (quarta parte)  | 16 luglio 2010   | 8 febbraio 2012  |